# یژی کاچمارک
یژی کاچمارک (انگلیسی: Jerzy Kaczmarek؛ زادهٔ ۸ ژانویهٔ ۱۹۴۸) شمشیرباز اهل لهستان بود.
وی در مسابقات کشوری و بین‌المللی در مجموع برندهٔ ۱ مدال طلا شده‌است.